# 大原孝四郎
大原 孝四郎（おおはら こうしろう、1833年12月12日（天保4年11月2日） - 1910年（明治43年）7月6日）は、日本の実業家。大原孫三郎の父。

## 略歴
岡山藩士藤田傳吉の三男として生まれる。1858年（安政5年）に備中国窪屋郡倉敷村の庄屋・豪商大原壮平の養嗣子となり、幼名幸三郎を孝四郎と改名。儒学者森田節斎の簡塾、犬飼松窓の三餘塾に学んだ。呉服、繰綿、米、金融を手広く営むとともに大地主であり、学問、絵、書を好む文化人でもあった。
1888年（明治21年）に倉敷紡績所（クラボウ）の初代社長に就任すると、養父壮平が森田節斎から学んだ謙受説を社訓とした。これは「満は損を招き、謙は益を受く」という思想で、常にへり下った気持ちで、より高いものを求めて努力すべし、という内容であった。また、社章としてその精神を表す「二三印」を採用した。これは現在もクラボウ、クラレにおいて使用されている。
1891年（明治24年）7月15日には資金調達を円滑にするため倉敷銀行（中国銀行の前身の一つ）を設立し、頭取に就任する。
1906年（明治39年）、倉敷紡績社長および倉敷銀行頭取を退任した。

## 親族
- 大原恵以（配偶者）
- 大原孫三郎（三男）
- 大原総一郎（孫）
- 大原謙一郎（曾孫）
- 大原れいこ（曾孫）
- 大原あかね（玄孫）